# Rádio Cultura (Feira de Santana)
Rádio Cultura é uma emissora de rádio brasileira sediada em Feira de Santana, município do estado da Bahia. Opera no dial FM, na frequência de 107.1 MHz e é uma emissora própria da Rede Aleluia. Fundada por Eduardo Fróis da Mota em 28 de setembro de 1950 na faixa de AM 700 kHz, opera atualmente sob propriedade da Igreja Universal do Reino de Deus desde 1994. Seus estúdios estão sediados no Centro da cidade.

## História
Lançada em 28 de setembro de 1950 por Eduardo Fróis da Mota, a Rádio Cultura de Feira de Santana foi a segunda estação de rádio fundada na cidade e tinha em sua programação noticiários, programas de auditório e rádio-teatro, comum para o rádio nesta fase.
Em 13 de julho em 1974, foi levada ao ar entrevista do então deputado federal Francisco Pinto, feita pelo radialista Lucílio Bastos. Na entrevista, o parlamentar reiterou críticas que havia feito ao presidente do Chile, general Augusto Pinochet (que estava em Brasília para a posse do presidente Ernesto Geisel) na tribuna do Congresso Federal. As palavras do deputado desagradaram Pinochet, fazendo com que fosse iniciado processo de suspensão da outorga da Rádio Cultura, inicialmente por 15 dias. Na manhã de 18 de março de 1975, por ordem do Dentel da Bahia, o diretor Osvaldo Collares Novais foi para Feira de Santana e cumpriu a ordem de cassação da emissora, retirando os cristais e lacrando toda a aparelhagem.
A rádio foi reaberta 10 anos depois, em 26 de julho de 1985, data em que se celebra a padroeira da cidade, Nossa Senhora de Santana. Em 27 de setembro de 1994, a Rádio Cultura foi vendida para a Igreja Universal do Reino de Deus. Integra-se à Rede Aleluia em 1996.
Em setembro de 2019, a emissora migra de AM 700 para FM 107.1 em fase de testes, os testes duraram até a primeira semana de outubro, quando de forma definitiva desligam-se os transmissores da AM 700, depois de muitos anos no ar.